# 石川町駅
石川町駅（いしかわちょうえき）は、神奈川県横浜市中区石川町二丁目にある、東日本旅客鉄道（JR東日本）根岸線の駅である。駅番号はJK 09。副名称は元町・中華街（もとまち・ちゅうかがい）。

## 歴史
1964年（昭和39年）、根岸線の開通時に開業した。中村川をまたいで造られており、駅の北側にある横浜中華街と、南側にある元町の両方への利便性を考慮している。
駅名について国鉄は当初、当駅の南側およそ500 m程の所にある観光地・山手に因んで「山手町駅」、あるいは当駅から北へおよそ1 kmほどの山下町にある港に因んで「港横浜駅」とする案を持っていた。しかし、地元住民の運動により所在地の町名から「石川町駅」と命名された。
それまで寂しい町であった石川町の特に一丁目付近は、この駅の開業により当駅から山手や元町への通り道となったため、一転して賑やかとなった。また、この駅の建設にあたり、立ち退きなどに応じた元住民らは、石川町の永久名誉町内会員とされた。
以後永らく、山手や元町、中華街といった横浜の主要な観光スポットへの入り口の駅としての役割を果たしてきたが、2004年（平成16年）に横浜高速鉄道みなとみらい線の元町・中華街駅が開業したため、元町の最寄り駅の座を譲ることとなった。

### 年表
- 1964年（昭和39年）5月19日：国鉄根岸線桜木町駅 - 磯子駅間の開通時[6]に開業[1]。
- 1987年（昭和62年）4月1日：国鉄分割民営化に伴い、東日本旅客鉄道（JR東日本）の駅となる[1]。
- 1993年（平成5年）8月5日：自動改札機を設置し、供用開始[7]。
- 2001年（平成13年）11月18日：ICカード「Suica」の利用が可能となる。
- 2002年（平成14年）2月12日：北口を中華街口に、南口を元町口に改称。
- 2012年（平成24年）6月22日：横浜支社管内では初となる女性駅長が就任[8]。
- 2016年（平成28年）9月15日：副名称として「元町・中華街」を導入[5]。
- 2020年（令和2年）11月1日：業務委託化[3]。
- 2021年（令和3年）
  - 10月28日：みどりの窓口の営業を終了[9][10]。
  - 12月7日：ブース型シェアオフィス「STATION BOOTH」が開業[11]。
- 2025年（令和7年）4月5日：スマートホームドアの使用を開始[12]。

## 駅構造
相対式ホーム2面2線を有する高架駅。構内中ほどで線路は中村川を渡っており、その上空を高速道路が横断する。
JR東日本ステーションサービスが駅業務を受託している関内駅管理の業務委託駅。山手方の高架下に元町口（南口）、関内方の高架下に中華街口（北口）の駅舎が設けられ、各ホームからそれぞれの駅舎に階段が降りている。なお、中華街口（北口）にはお客さまサポートコールシステムが導入されており、早朝は遠隔対応のため改札係員は不在となる。また、両方の駅舎に自動券売機・指定席券売機・自動改札機が設置されている。

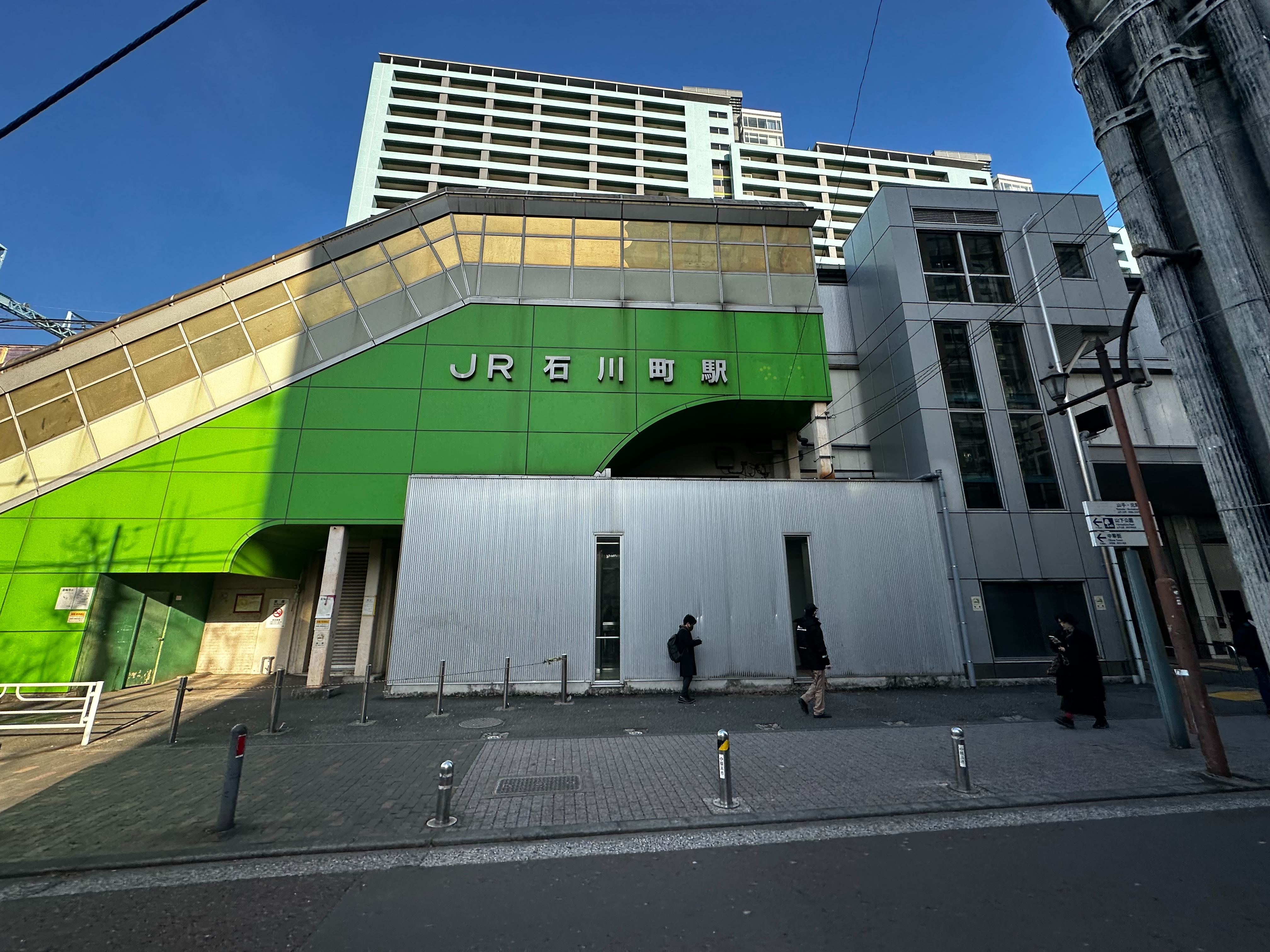
中華街口（2023年1月）

2008年中頃には中華街口のバリアフリー工事がすべて終了し、上下エスカレーターの設置とエレベーターの設置、およびトイレの改装が行われた。なお、この工事以前からエスカレーターは上り専用のものが設置されていた。
売店は、中華街口改札内正面のNEWDAYS石川町店がある。
JRの特定都区市内制度における「横浜市内」の駅である。
当駅と関内駅との駅間距離は800 mで、根岸線では一番短い。

### のりば
| 番線 | 路線   | 方向 | 行先                       | 備考           |
| ---- | ------ | ---- | -------------------------- | -------------- |
| 1    | 根岸線 | 下り | 山手・磯子・大船方面       |                |
| 2    | 根岸線 | 上り | 関内・横浜・東京・大宮方面 | 京浜東北線直通 |
| 2    | 横浜線 | -    | 新横浜・町田・八王子方面   | 朝晩のみ運転   |

（出典：JR東日本:駅構内図）

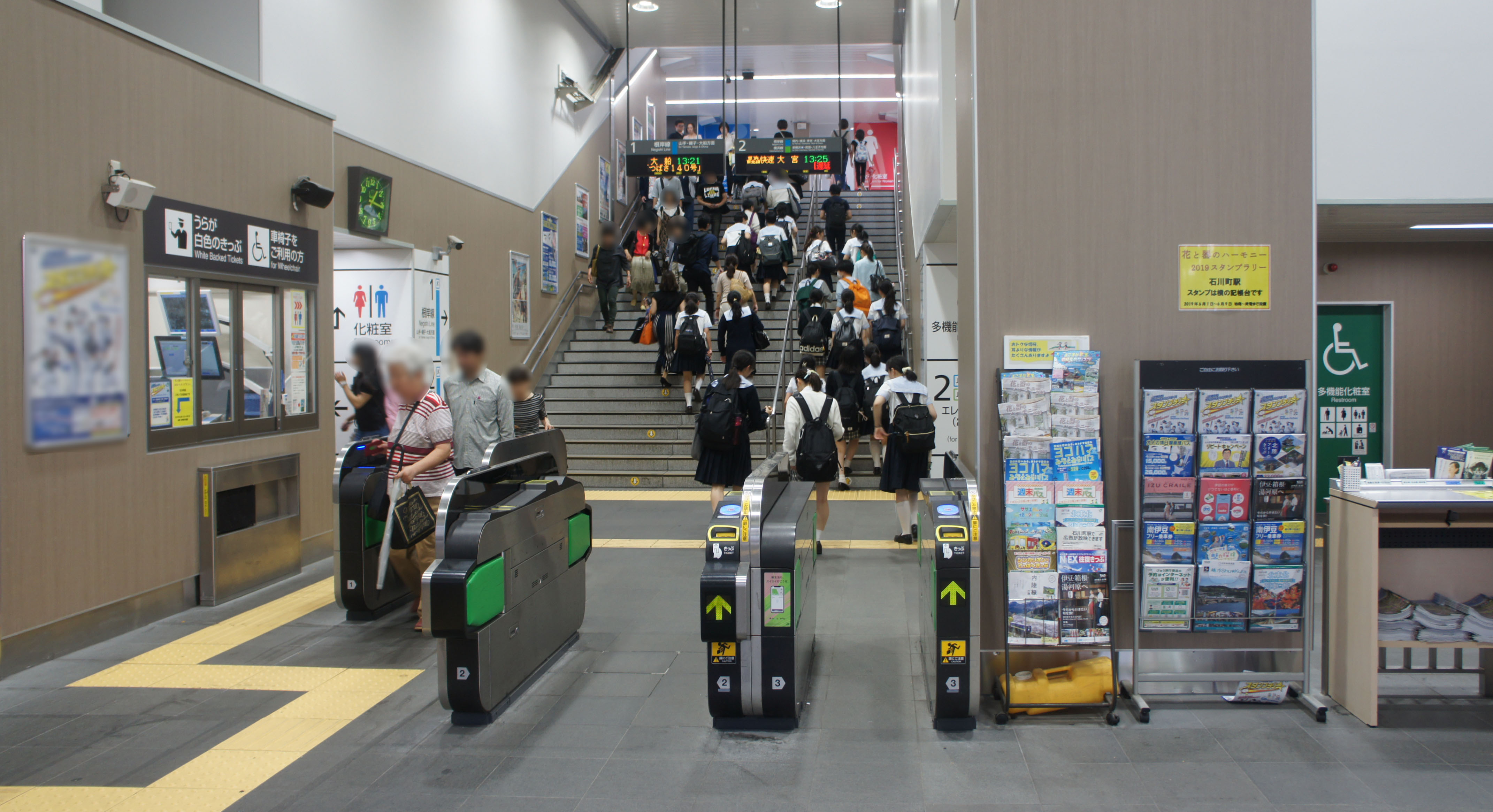
元町改札（2019年6月）
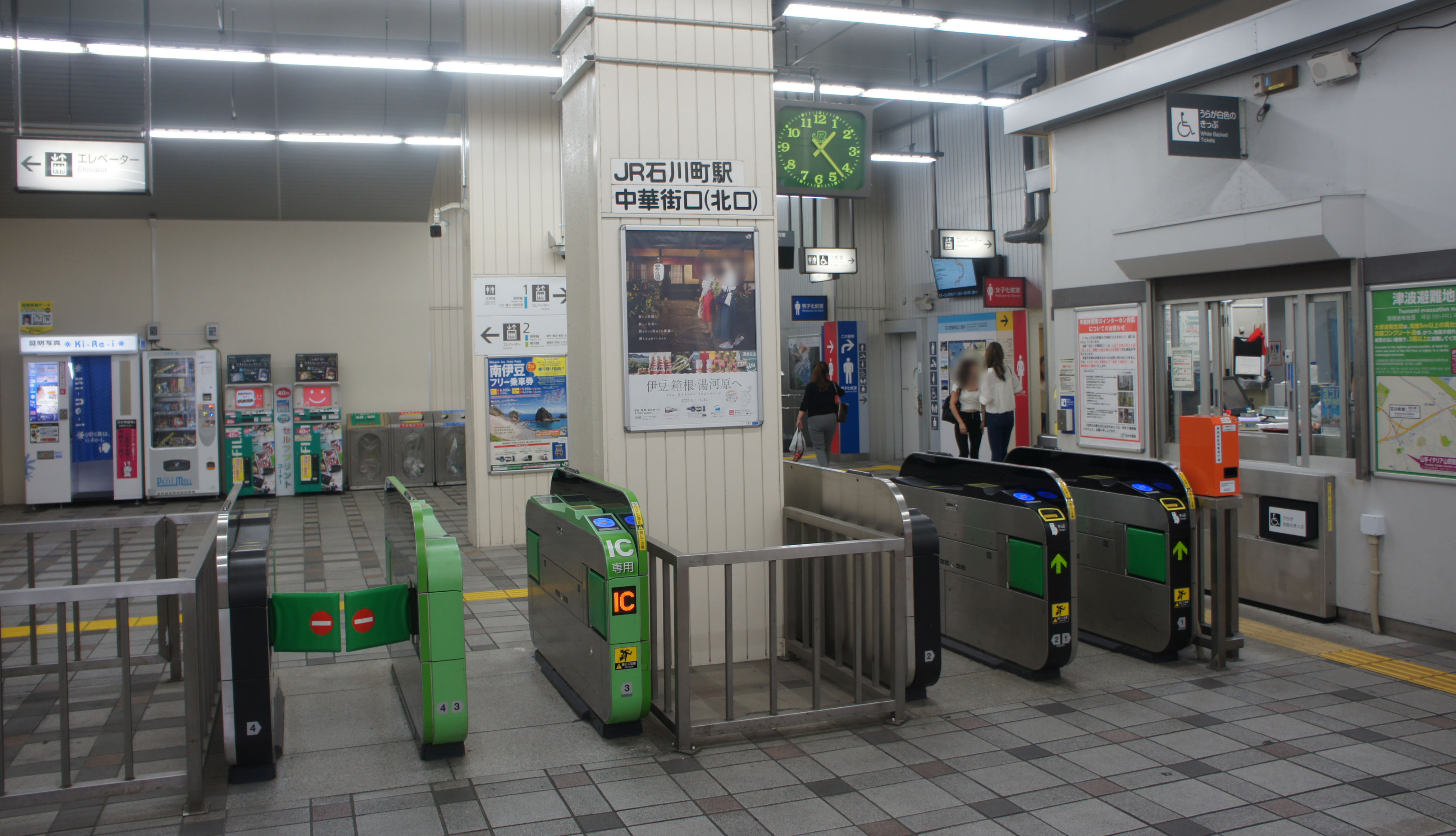
中華街改札（2019年6月）
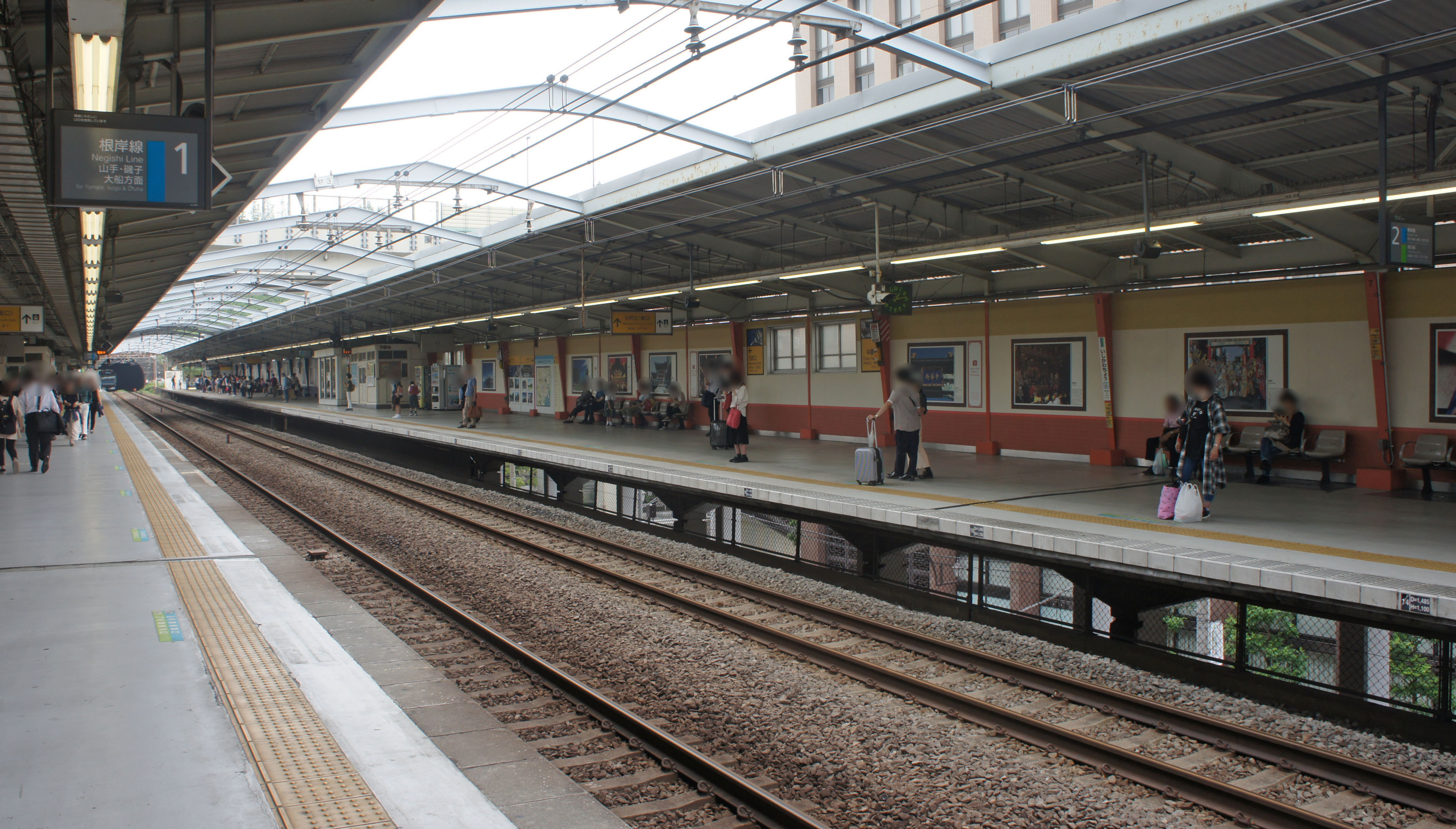
ホーム（2019年6月）
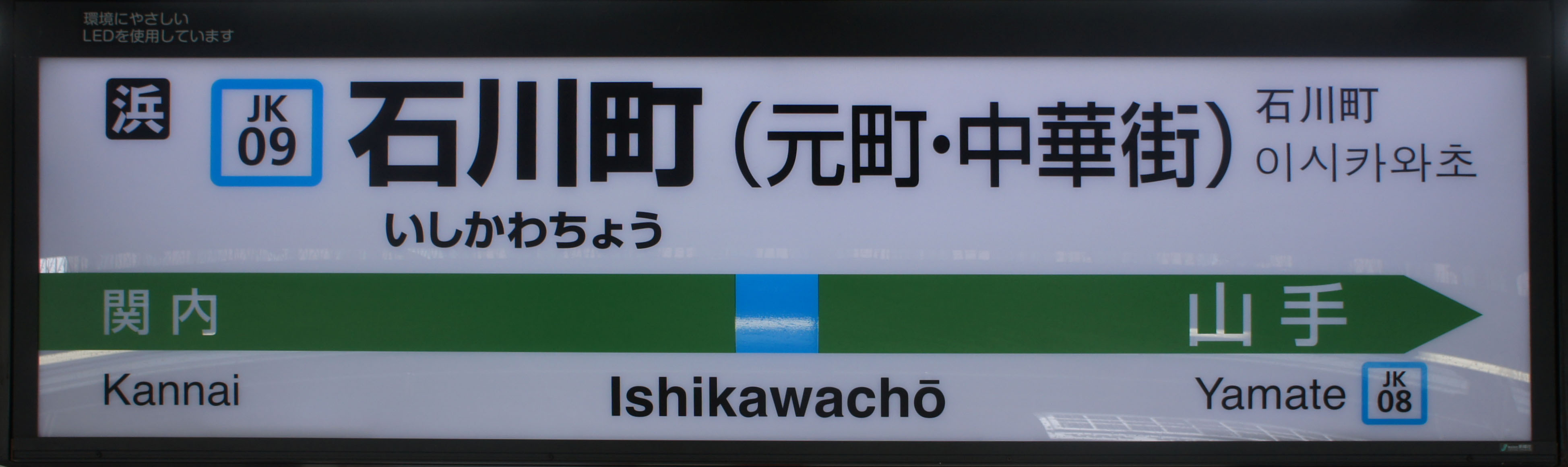
副名称が併記された駅名標（2019年6月）

## 利用状況
2023年度（令和5年度）の1日平均乗車人員は29,557人である。2003年度（平成15年度）前は1日平均乗車人員が4万人を越えていたが、横浜高速鉄道みなとみらい線の開業以降は減少傾向にある。また、2015年度（平成27年度）は根岸線で唯一、前年度よりも乗車人員が減少した駅である。
1990年度（平成2年度）以降の1日平均乗車人員の推移は下表の通りである。
| 年度               | 1日平均 乗車人員 | 出典       |
| ------------------ | ---------------- | ---------- |
| 1990年（平成02年） | 41,358           |            |
| 1991年（平成03年） | 42,476           |            |
| 1992年（平成04年） | 43,301           |            |
| 1993年（平成05年） | 43,899           |            |
| 1994年（平成06年） | 43,742           |            |
| 1995年（平成07年） | 43,558           | [ 統計 2 ] |
| 1996年（平成08年） | 43,532           |            |
| 1997年（平成09年） | 42,437           |            |
| 1998年（平成10年） | 42,324           | [ * 1 ]    |
| 1999年（平成11年） | 41,662           | [ * 2 ]    |
| 2000年（平成12年） | 41,153           | [ * 2 ]    |
| 2001年（平成13年） | 41,628           | [ * 3 ]    |
| 2002年（平成14年） | 41,852           | [ * 4 ]    |
| 2003年（平成15年） | 41,164           | [ * 5 ]    |
| 2004年（平成16年） | 36,010           | [ * 6 ]    |
| 2005年（平成17年） | 35,725           | [ * 7 ]    |
| 2006年（平成18年） | 35,887           | [ * 8 ]    |
| 2007年（平成19年） | 34,919           | [ * 9 ]    |
| 2008年（平成20年） | 34,804           | [ * 10 ]   |
| 2009年（平成21年） | 35,121           | [ * 11 ]   |
| 2010年（平成22年） | 34,286           | [ * 12 ]   |
| 2011年（平成23年） | 34,148           | [ * 13 ]   |
| 2012年（平成24年） | 34,571           | [ * 14 ]   |
| 2013年（平成25年） | 33,996           | [ * 15 ]   |
| 2014年（平成26年） | 32,719           | [ * 16 ]   |
| 2015年（平成27年） | 32,639           | [ * 17 ]   |
| 2016年（平成28年） | 32,572           | [ * 18 ]   |
| 2017年（平成29年） | 32,899           | [ * 19 ]   |
| 2018年（平成30年） | 32,702           | [ * 20 ]   |
| 2019年（令和元年） | 31,994           | [ * 21 ]   |
| 2020年（令和02年） | 23,303           |            |
| 2021年（令和03年） | 25,201           |            |
| 2022年（令和04年） | 27,729           |            |
| 2023年（令和05年） | 29,557           |            |

## 駅周辺

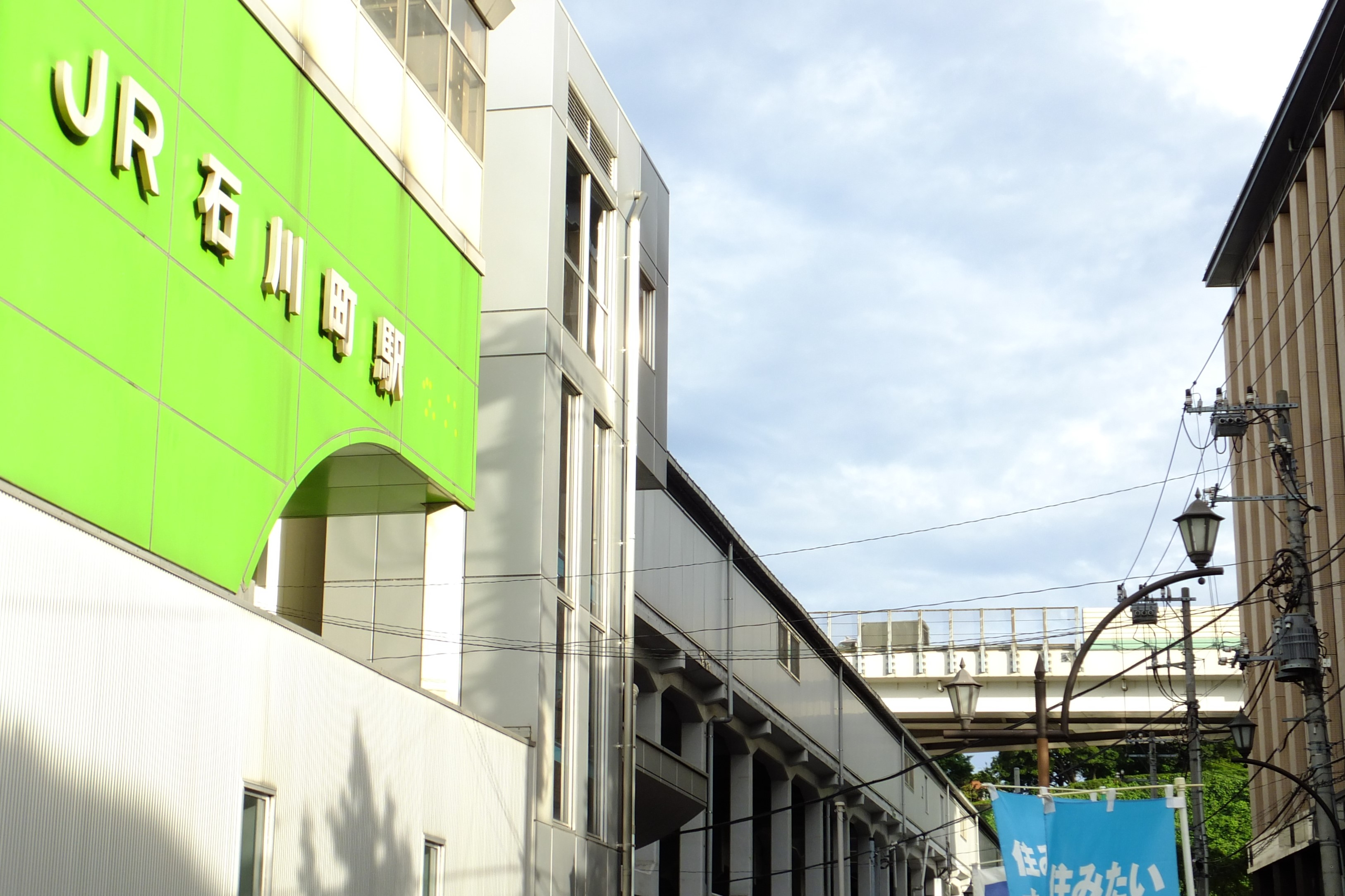
高架の上を首都高速道路が跨がる（2014年8月）

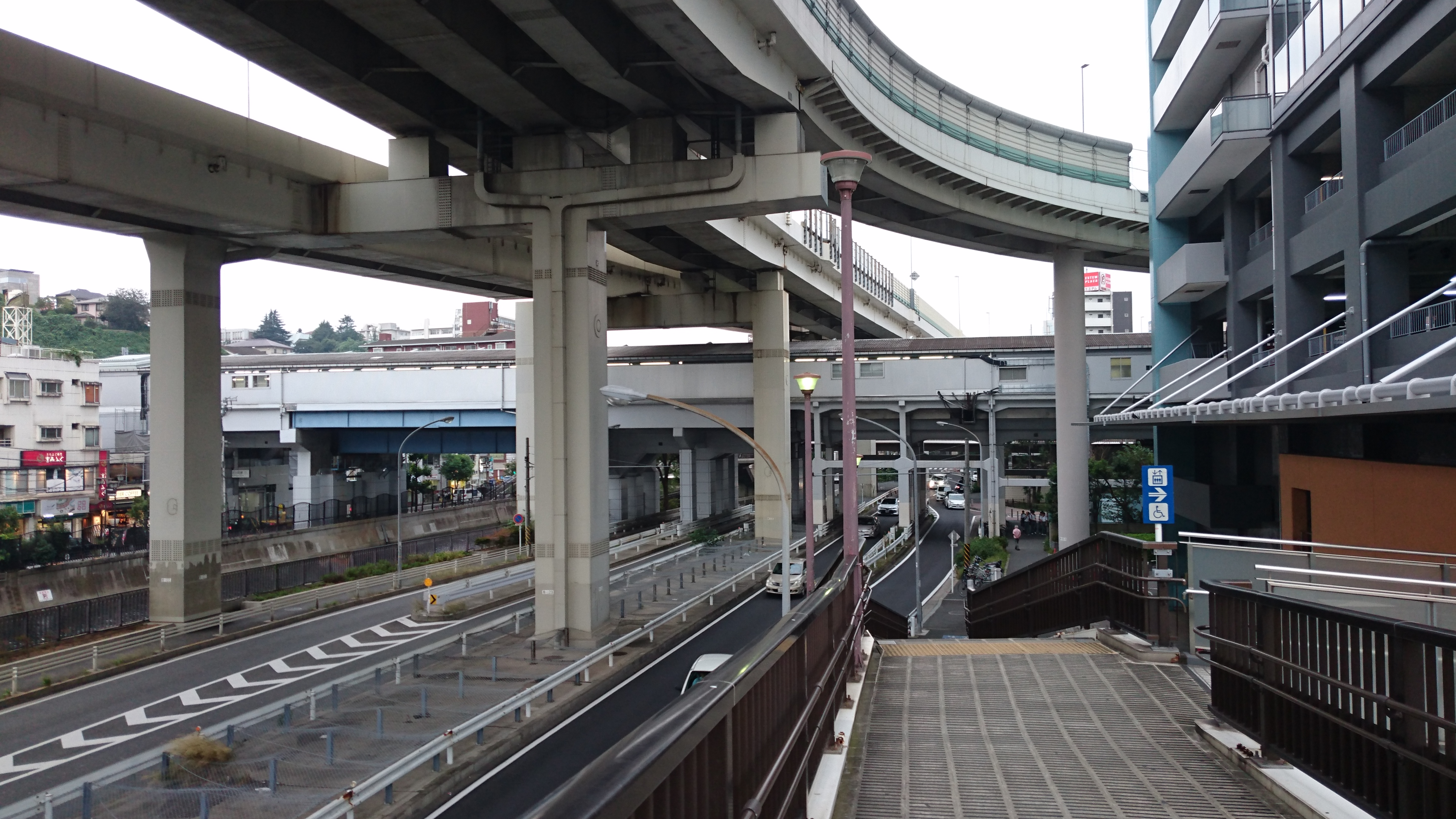
駅遠景
写真を左右に横切るのが石川町駅、その上に首都高速道路がかかっている（2018年9月）

当駅周辺地区（関内・関外地区）は、横浜市における都心（ツインコア）の一つである「横浜都心」に指定されている。
元町や中華街が近くにあるが、横浜駅から並行する横浜高速鉄道みなとみらい線（みなとみらい線）開通により、最近は元町・中華街駅に流れる傾向が顕著となっている。周辺には キリスト教系の私立 女子校（ミッションスクール）が多く、女子中高生の利用が多いため「乙女駅」の異名がある。北口の近くの寿町は山谷・釜ヶ崎と並ぶ3大ドヤ街（簡易宿所の集積地）である。
みなとみらい線の元町・中華街駅からは1km弱離れている。
- 横浜家庭裁判所本庁
- 横浜中華街
  - 信用組合横浜華銀本店
- 横浜公園
  - 横浜スタジアム
- 山下公園
- 元町
- 横浜外国人墓地
- 港の見える丘公園
  - フランス山
- KKRポートヒル横浜[15]
- 山手イタリア山庭園
- 横浜市立みなと総合高等学校
- 横浜市立港中学校
- 横浜市立元街小学校
- 横浜共立学園中学校・高等学校
- 横浜女学院中学校・高等学校
- 学校法人横浜雙葉学園
  - 横浜雙葉小学校
  - 横浜雙葉中学校・高等学校
- フェリス女学院中学校・高等学校
- 横浜山手中華学校
- パークスクエア横浜
- 地域医療機能推進機構横浜中央病院（旧：社会保険横浜中央病院）
- 石川町入口 - 首都高速神奈川3号狩場線
- 石川町ジャンクション - 首都高速神奈川1号横羽線・首都高速神奈川3号狩場線
- もとまちユニオン本店（2025年改装時に「元町店」を改名[16]）

## バス路線
「吉浜橋」停留所および「元町」停留所にて、横浜市営バスの以下の路線バスが発着する。なお、両停留所とも同一の路線が発着する。
- 21：市電保存館行／桜木町駅前行
- 101：根岸駅前行／保土ケ谷車庫前行
- 105：本牧車庫前行／横浜駅行
- 106：本牧車庫前行／境木中学校前行／保土ケ谷駅東口行

両停留所とも横浜市電本牧線の停留場として1905年（明治38年）に開業したが（元町は開業時は「西ノ橋」）、根岸線開業後の1970年（昭和45年）に廃止され、バスに転換された。

## 隣の駅
東日本旅客鉄道（JR東日本）
 根岸線
■快速・■■各駅停車
関内駅 (JK 10) - 石川町駅 (JK 09)  - 山手駅 (JK 08)

### 記事本文